# Binos
Binos (em occitano:  Binòs) é uma comuna francesa na região administrativa da Occitânia, no departamento do Alto Garona. Estende-se por uma área de 1.96 km², com 44 habitantes, segundo o censo de 2018, com uma densidade de 22 hab/km².